# Rain (chanson de Mika)
Pour les articles homonymes, voir Rain.
Singles de Mika
We Are Golden
(2009) Blame It on the Girls
(2010)
Pistes de The Boy Who Knew Too Much
Blame It on the Girls
(2) Dr John
(4)
Rain est le second single extrait de l'album The Boy Who Knew Too Much du chanteur  Mika. Ce single est sorti le 23 novembre 2009, il succède à We Are Golden (le premier single extrait de The Boy Who Knew Too Much). Rain est une chanson d'une durée de 3 min 43 s. Cette chanson a aussi fait l'objet d'un clip. Mika a interprété la chanson à l'émission Vivement dimanche - Spécial Sylvie Vartan le 8 novembre 2009, sur la chaine de télévision, France 2 et au NRJ Music Awards 2010, le 23 janvier 2010, à Cannes.

## Track Listing
1. Rain - 3 min 43 s
2. Rain (acoustique) - 3 min 4 s